# 랑스 조력발전소
랑스 조력 발전소는 프랑스 브르타뉴의 랑스 강 하구에 위치한 조력 발전소이다.
1966년 세계 최초의 조력발전소로 문을 연 이곳은 현재 프랑스 전력공사(Electricité de France)가 운영하고 있으며, 2011년 8월 대한민국 시화호조력발전소가 이를 능가하기까지 설치 용량 기준으로 45년간 세계 최대 조력발전소였다.

## 특징

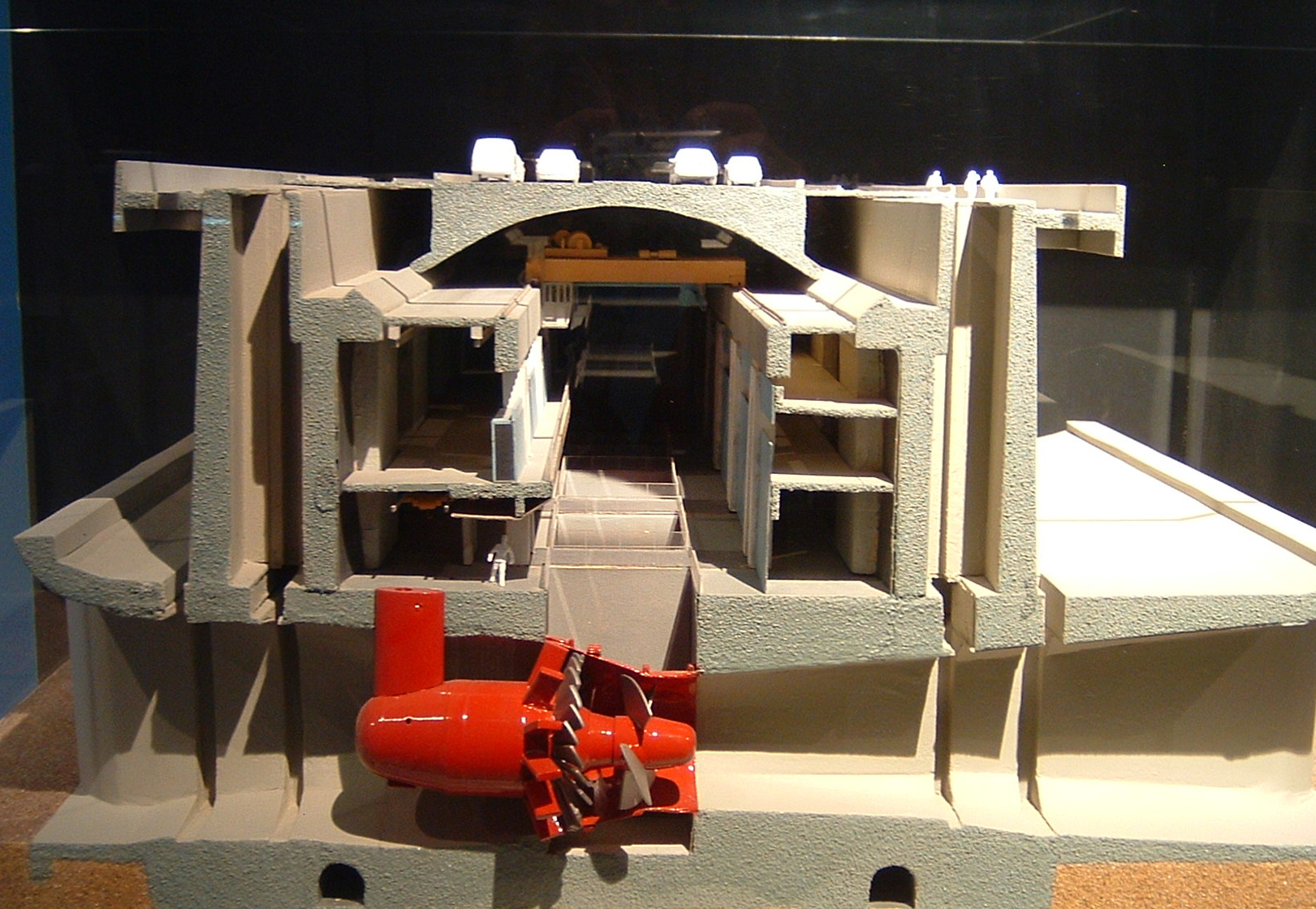
발전소규모모형

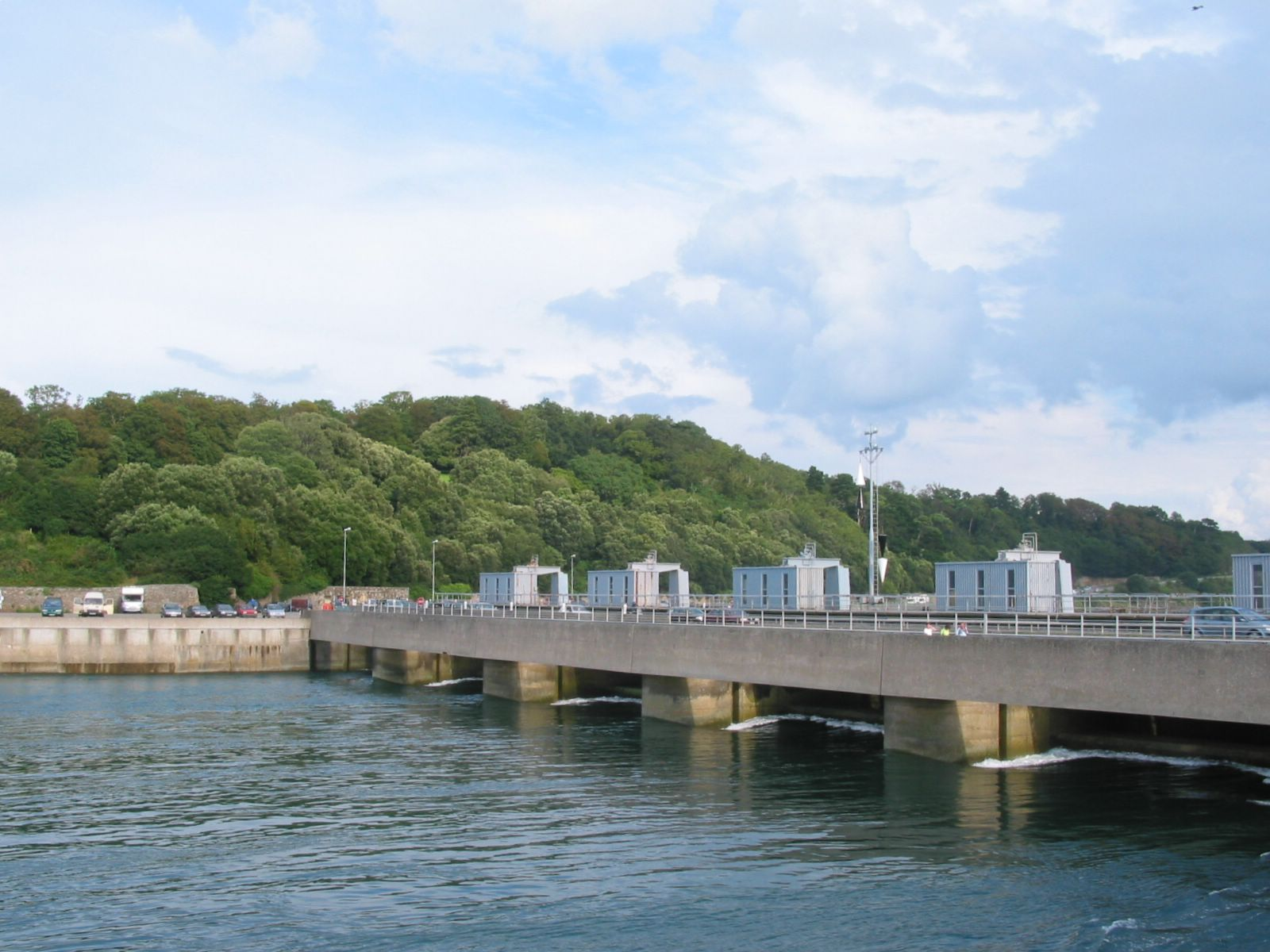
발전소

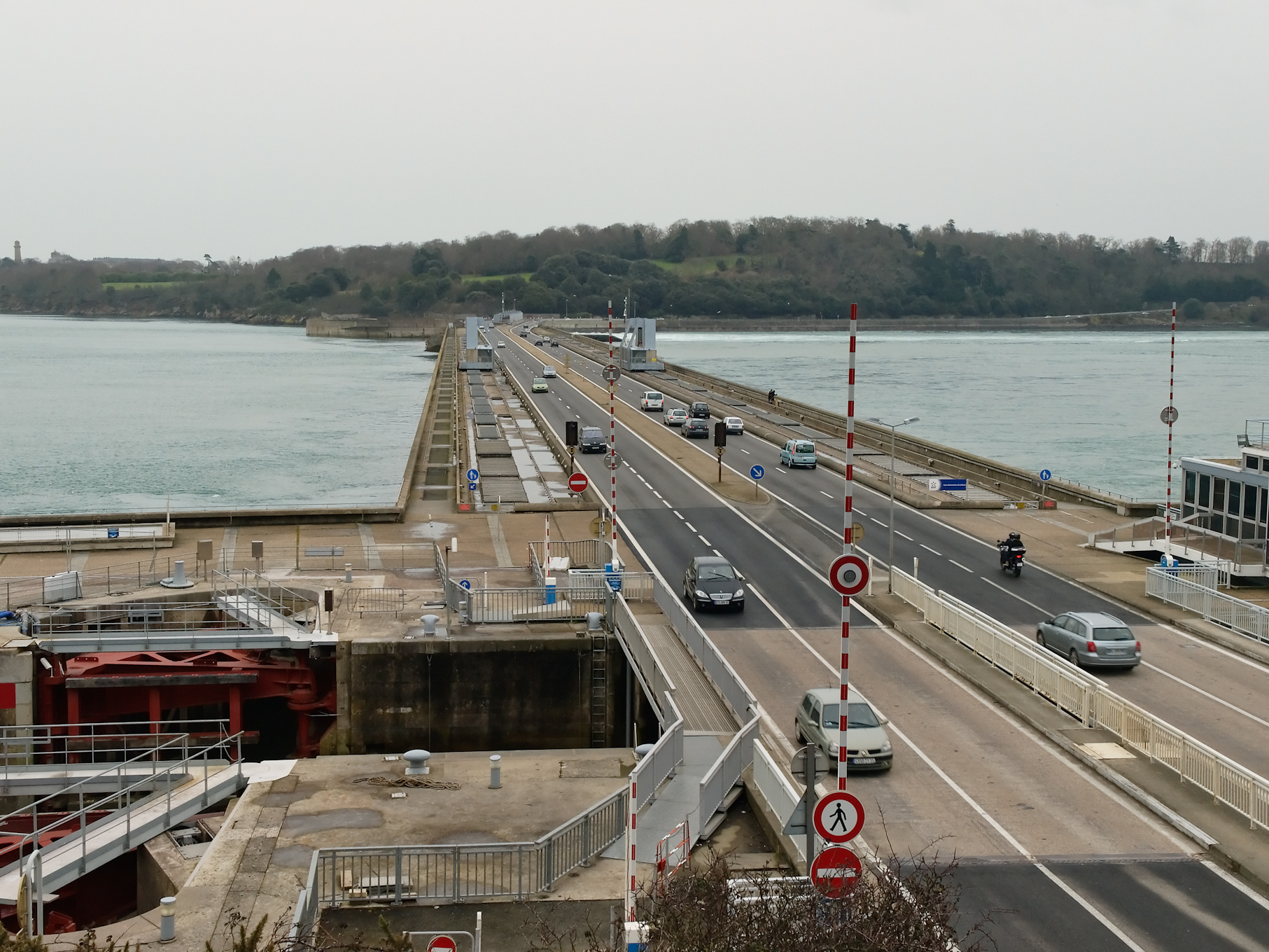
발전소위의 도로

24개의 터빈은 240메가와트(MW)의 총 피크 출력에 도달하며 연간 약 500GWh(2023년: 506GWh, 2009년 491GWh, 2010년 523GWh)의 출력을 생성하므로 평균 출력은 약 57MW이고 용량 계수는 약 24%이다.
터빈은 공칭 전력 10MW의 "불덩어리" 카플란 터빈이다. 직경은 5.35m이고, 각각 4개의 블레이드가 있으며 공칭 회전 속도는 93.75rpm, 최대 속도는 240rpm이다. 터빈의 절반은 마르텐사이트 스테인리스 스틸로 만들어졌고, 나머지 절반은 알루미늄 청동으로 만들어졌다. 이 공장은 부식에 대한 음극 보호 장치를 갖추고 있다.
프랑스 전력 수요의 0.12%를 공급한다. 전력 밀도는 약 2.6kW/m2이다. 전기 생산 비용은 €0.12/kWh로 추정된다.
댐의 길이는 서쪽의 브레비스 지점에서 동쪽의 브리안타이스 지점까지 750m (2,461ft)이다. 댐의 발전소 부분의 길이는 332.5m (1,091ft)이고 조수 유역의 길이는 22.5km2이다.

## 역사
조력 발전소를 건설하려는 초기 시도는 1925년에 피니스테레의 애버 라흐에서 이루어졌지만, 재정 부족으로 1930년에 중단되었다. 이 발전소에 대한 계획은 후속 작업을 위한 초안 역할을 했다. 조력 발전소는 오랫동안, 특히 랑스 강을 따라 조수에 노출된 지역에 존재해 왔기 때문에, 조력 에너지의 사용은 완전히 새로운 개념은 아니다.
랑스 강에 조력 발전소를 건설한다는 아이디어는 1921년 제라드 보이스노어로 거슬러 올라간다. 이 지역은 조수 간만의 차가 13.5m(44.3ft)의 최대 주변 조수 범위가 있는 8m(26.2ft)의 낮은 조수와 높은 조수 사이의 넓은 평균 범위 때문에 매력적이었다. 랑스 강에 조력 발전소를 계획한 첫 번째 연구는 1943년 조수 이용 연구 협회에 의해 수행되었다. 그럼에도 불구하고, 작업은 1961년까지 실제로 시작되지 않았다. 선견지명을 가진 공학자인 알버트 카쿼트는 조수와 강한 개울로부터 건설 부지를 보호하기 위해 울타리를 설계하면서 댐 건설에 중요한 역할을 했다. 건설은 2년이 걸리는 두 개의 댐 건설을 필요로 하는 두 개의 건설을 필요로 하는 발전소가 건설될 지역의 배수를 필요로 했다. 랑스 강이 두 개의 댐에 의해 완전히 막혀있는 동안, 발전소 건설은 1963년 7월 20일에 시작되었다.
건설은 3년이 걸렸고 1966년에 완성되었다. 당시 프랑스 대통령이었던 샤를 드골은 같은 해 11월 26일에 발전소을 준공했다. 발전소을 가로지르는 도로의 준공식은 1967년 7월 1일에 열렸고, 발전소와 프랑스 국가 전력망의 연결은 1967년 12월 4일에 수행되었다. 이 발전소의 총 비용은 6억 2천만 프랑(약 9천 450만 유로)였다. 랑스호가 투자비용을 회수하는 데 거의 20년이 걸렸다.

## 평가
높은 개발비에도 불구하고 비용은 회수되었고, 전기 생산 비용은 원자력 발전보다 낮다(원자력의 경우 1.8 ¢/kWh 대 2.5 ¢/kWh). 그러나 발전소의 용량 계수는 28%로 원자력의 경우 85~90%보다 낮다.

### 환경영향
그 홍수는 랑스 생태계의 점진적인 침묵을 야기시켰다. 농어와 갑오징어가 강으로 돌아왔지만, 모래장어와 가자미는 사라졌다. 정의에 따르면, 하구에는 여전히 조수가 흐르고 운영사인 EDF는 생물학적 영향을 최소화하기 위해 수위를 조정하려고 노력한다.

### 관광지
댐에 있는 관광 시설이 방문객들에게 공개된다. 그 시설은 2011년에 약 40,000명의 방문객을 끌어 모았다. 댐의 서쪽 끝에 있는 항해를 위한 수문은 영국 해협과 랑스 강 사이에 1,600톤의 선박이 지나갈 수 있도록 해준다. 168번 도로가 댐을 가로지르며 차량들이 디나르와 생말로 사이를 이동할 수 있도록 해준다. 도로가 더 큰 선박들이 지나갈 수 있도록 수문을 넘는 다리가 있다. 랑스 강 하구는 영국 해협에서 운하를 통해 비스케이 만으로 향하는 내륙 수로의 첫 부분이다.